# 出版物貸与権管理センター
一般社団法人出版物貸与権管理センター（しゅっぱんぶつたいよけんかんりセンター、英称：Rental Rights Administration Center for Publications、略称：RRAC〔レラック〕）は、2004年に設立された社団法人。同年、著作権法附則第4条の2が廃止されたのに伴い出版物の貸与権に基づく報酬の徴収と分配を実施するために設立された。

## 概要
- 代表理事は弘兼憲史（2023年時点）。
- 管理を行っているのは日本国内で出版されている漫画の単行本が中心であり、小説やその他の一般書籍は将来的に管理対象とする予定はあるが現時点では対象外である（法律上は附則の廃止に伴い貸与権が発生しているが、その分野の貸与権を管理すべき市場の実態が存在しない）。また、日本国外の著作権者も管理対象外となっている。
- 全国貸本組合連合会との合意に基づき、2000年以前に開業した小規模な貸本屋は著作権料の支払いを免除されている。

## 貸与権連絡協議会
1990年代後半より、出版業界では公正取引委員会が再販制度廃止を検討していたことに激しく抵抗する一方、大型古書店や漫画喫茶が著作権を侵害していると攻撃する傾向が強まっていた。そのうち、漫画喫茶に対しては入場料を徴収して店内で漫画を閲覧させる行為を「貸与」と解釈し、出版物に対する貸与権の適用除外を定めた著作権法附則第4条の2を廃止することでこれを禁止すべしとの意見が業界内から挙がったが、文化庁は利用者が店外へ備え付けの本を持ち出さない限り「貸与」には当たらないとの見解を示したことからこの方針は挫折し、やがてブックオフが実験的に開始していた貸本業（コミックレンタル）が攻撃対象にすり替わった。
2003年、藤子不二雄Ⓐ・弘兼憲史ら漫画家が中心となって複数の出版関係団体が貸与権連絡協議会（たいよけんれんらくきょうぎかい）を設立。同協議会は出版物に貸与権が認められていないのは差別であると言う意見広告を集英社・講談社・小学館・秋田書店・白泉社のいわゆる「五社系」の漫画雑誌に掲載したのを皮切りに出版社のバックアップで大々的にキャンペーン展開し、同年の文化審議会著作権分科会で附則の廃止が了承された。

## 管理センター発足後
2004年、附則が廃止されたことに伴い協議会は貸与権管理センターに衣替えするが、利用者団体である日本コンパクトディスク・ビデオレンタル商業組合（CDVJ）との協議は10月に決裂してしまう。その理由は、センター側の主張が（小売価格420円の単行本の場合）1冊当たり280円のうちセンターの手数料が料金の半分と日本音楽著作権協会（JASRAC）など他業種の管理団体と比べても異様な高率であったうえ、作者と異なり法律上は無権限であるはずの出版社や取次の配分まで設定されていたことが大きいとされる。
結局、センターとCDVJは2006年夏に「1冊当たり265～480円（表示価格に応じて変化）、または1回転ごとに表示価格の8%」で合意、同年9月に文化庁より使用料規定が認可された。しかし、本来ならば法律が施行された2005年1月1日までに合意し、施行日と同時に著作権料の徴収・配分を実施するのが権利を要求した側の責務ではないのかと言う批判も少なくない。